# SC Viktoria Griesheim
Der Sportclub Viktoria Griesheim ist ein Sportverein aus Griesheim, westlich von Darmstadt. Der 1906 gegründete Verein hat die Vereinsfarben Schwarz-Weiß. Die erste Fußballmannschaft spielte von 1977 bis 1988, 1990/91 2003/04 sowie zwischen 20212 und 2024 in der Oberliga Hessen. Nach zwei Abstiegen in Folge spielt die Viktoria seit 2025 in der siebtklassigen Gruppenliga.

## Geschichte

### Gründung zahlreicher Griesheimer Fußballvereine und die große Fusion (1905–1919)
Im Jahr 1905 gründeten einige Mitglieder aus der Turngemeinde einen eigenen Verein, den Fußballclub 1905 Griesheim. Der 1. Vorsitzende dieses Vereins war Heinrich Wildmaier. Schon kurz nach der Gründung konnte der Fußballclub 1905 Griesheim zwei Mannschaften stellen. Der Spielort dieses neugegründeten Vereins befand sich auf dem so bezeichneten Schießplatz, wo heute der Eberstädter Weg ist. Aufgrund der finanziell geringen Mittel, wurden Spiele gegen Mannschaften aus anderen Orten ausgetragen, diese fanden aber nicht unter der Obhut des Verbandes statt. Im Jahr 1906 wurde der Fußballclub 1905 aufgelöst und der Fußballclub 1906 gegründet, nachdem es zu Unstimmigkeiten gekommen war. Dies gilt heute gemeinhin als das Gründungsdatum des Griesheimer Fußballs. Im Jahr 1908 gründete sich ein weiterer Fußballverein, der sogenannte Sportclub 08, welcher über eine beträchtliche Anzahl an Spielern verfügte.
Im Jahr 1913 fusionierten der Sportclub 08 und der Fußballclub 1906 Griesheim zum Sportclub Victoria Griesheim. Mit jener Fusion wurde auch die Aufnahme und das Spielrecht für den Süddeutschen Fußballverband beantragt. Der 1. Vorsitzende des neuen Vereins war Max Meyer. Durch den Ausbruch des Ersten Weltkriegs kam der Spielbetrieb in Süddeutschland nahezu zum Erliegen.

### Entwicklung nach dem Ersten Weltkrieg (1919–1938)
Nach dem Ersten Weltkrieg gehörte der Sportclub Victoria Griesheim zu den Spitzenmannschaften im süddeutschen Raum. Der 1. Vorsitzende zu dieser Zeit war Christian Müller. Es wurde sogar am 'Moschewäldchen' ein Sportgelände mit einer kleinen Holztribüne errichtet. Die führende Stellung ging in den 1930er Jahren verloren und die Griesheimer Fußballer stiegen auf die Kreisebene ab. Nachdem Christian Müller überraschend verstorben war, übernahm Ludwig Fiedler den Posten des ersten Vorsitzenden, im Jahr 1935 übernahm Peter Friedmann die Leitung im Griesheimer Fußball.

### Fußball zu Zeiten des Nationalsozialismus (1938–1945)
Zu Zeiten der nationalsozialistischen Diktatur, wurden alle Sportvereine aus Darmstadt-Griesheim zwangsweise zusammengeschlossen und so entstanden aus dem SC Viktoria, der Turngemeinde und der Turngesellschaft die Gemeinschaft für Leibesübungen (kurz: GfL). Die fußballerischen Aktivitäten kamen aber schon bald zum Erliegen.

### Fußball auf Bezirks- und Kreisniveau (1946–1976)
Nach Beendigung des Zweiten Weltkriegs wurde wieder ein Sportverein gegründet, der den Namen Freie Sport und Kulturgemeinde (kurz: FSKG) trug. Im Jahr 1948 wurde dieser Verein in Turn- und Sportverein (kurz: TuS) umbenannt. Die Fußballer dieses spartenreichen Vereins entschieden im Jahr 1950 einen eigenständigen Verein zu gründen, welcher in Anlehnung an die Tradition 'SC Victoria Griesheim' genannt wurde. Die erste Mannschaft startete in der untersten Klasse und schaffte im Jahr 1957 den Aufstieg in die Bezirksliga, aus welcher man in der folgenden Saison direkt wieder abstieg. Erst in der Saison 1964 gelang die Rückkehr in die Bezirksliga.
Im Jahr 1970 entstand das Sportzentrum auf dem Hegelsberg, mit drei Sportplätzen, sowie einer Vereinsgaststätte. Besonders ist, dass sich die Umkleideräume unter der Vereinsgaststätte befinden. Zur Einweihung dieses Geländes kam 1971 der damalige Zweitligist FC Gütersloh an den Griesheimer Hegelsberg. Durch eine kontinuierliche Arbeit im Jugendbereich und wenigen Abgängen, gelang der dem Verein 1973 der Aufstieg in die Gruppenliga. Die Bauunternehmer Funk und Allers steuerten als große Sponsoren nachhaltig zu einer Entwicklung und Verstärkung der Mannschaft bei.

### Aufstieg und Etablierung in der Oberliga Hessen (1977–1987)
Im Jahr 1977 gelang der Aufstieg in die Oberliga, seinerzeit die höchste Amateurklasse. Für den Aufstieg wurde die Stadt unter anderem mit der noch heute am Hegelsberg zu sehenden circa 3000 Personen fassenden Tribüne belohnt. Die Oberligaspiele erweckten eine große regionale und mediale Distanz, sodass häufig 1000 bis 2000 Menschen die Spiele besuchten. Die Mannschaft übernahm der ehemalige Fußballprofi Horst-Dieter Strich, der ein Team formte, das in der Oberliga um die vorderen Plätze mitspielte.

#### Das erfolgreichste Jahr des SC Victoria Griesheim (1981)
Im Jahr 1981 erreichte die erste Mannschaft durch einen 2:1-Auswärtssieg beim VfB Gießen den hessischen Meistertitel der Amateure. Durch die neu etablierte Eingleisigkeit der 2. Bundesliga gab es allerdings kein Aufstiegsrecht. An Stelle des Aufstiegs traten die Griesheimer bei der Deutschen Amateurmeisterschaft an, schieden jedoch bereits in der ersten Runde gegen die Amateure des 1. FC Köln aus. Außerdem qualifizierten sie sich auf Grund des Vizepokalsiegs im hessischen Landespokal für die 1. Runde im DFB-Pokal. In der ersten Runde gewann man gegen die Amateure des Hamburger SV mit 8:2, Endstation war dann in der 2. Runde, wo das Auswärtsspiel bei Hertha BSC mit 2:6 verloren wurde. Neben den sportlichen Erfolgen feierte der Verein außerdem noch das 75-jährige Bestehen. In diesem Rahmen gab es unter anderem ein Freundschaftsspiel gegen den FC Bayern München.
Durch fehlende sportliche Erfolge in der Oberliga verringerte sich in der Folgezeit der Zuschauerschnitt auf ungefähr 250 Zahlende pro Spiel.

### Sportlicher Niedergang (1988–2002)
In der Saison 1987/1988 stieg das Team in die Landesliga ab. Nach zwei Saisons schaffte eine neuformierte Mannschaft mit zahlreichen Spielern aus der eigenen Jugend den Wiederaufstieg in die Oberliga Hessen. Auf Grund einer voranschreitenden Professionalisierung anderer Vereine und fehlender finanzieller Mittel, stieg die Mannschaft unmittelbar wieder in die Landesliga ab.
Von der größeren fußballerischen Landkarte verabschiedete man sich in Griesheim nach zuvor 27 Jahren und trat zur Saison 1999/2000 in der Bezirksoberliga an. In der Saison 2001/2002 konnte die Rückkehr in die Landesliga realisiert werden. In der ersten Saison nach der Rückkehr gelang direkt der Sprung auf den Relegationsrang drei, doch in der Relegation zur Oberliga konnte sich der SC Victoria Griesheim nicht durchsetzen. In der Saison 2002/2003 setzte man sich in der Tabelle knapp vor Germania Ober-Roden fest und realisierte somit den Wiederaufstieg in die Oberliga.

### Griesheimer Fußball im 21. Jahrhundert (2003 – Gegenwart)
In der Oberligasaison 2003/2004 konnte man sich gegen namhafte Gegner wie den FSV Frankfurt, Hessen Kassel, Borussia Fulda, SV Darmstadt 98 und die Amateure von Eintracht Frankfurt nicht durchsetzen und stand von Saisonbeginn an auf einem Abstiegsplatz.
Das Spektakel der Saison fand bereits am 6. Spieltag statt, als der Nachbar SV Darmstadt 98 als Tabellenführer am Hegelsberg seine Visitenkarte abgab und vor 4500 Zuschauern knapp das Spiel mit 1:0 gewinnen konnte.
In der Saison 2005/2006 erreichte das Team Platz 5 in der Landesliga, eine Saison später stand der vierte Platz im hundertjährigen Jubiläumsjahr 2006 fest.
Nach insgesamt sechs Spielzeiten in der Landesliga, beziehungsweise ab der Saison 2008/09 in Verbandsliga Süd umbenannten sechsten Liga, stieg der SC Victoria Griesheim in der Saison 2011/12 in die Hessenliga auf. Mit 18 Punkten Vorsprung auf den Zweitplatzierten Kickers Obertshausen, war dieser Aufstieg ein großer Erfolg. Die Griesheimer mussten in dieser Saison nur fünf Niederlagen und drei Unentschieden hinnehmen, die restlichen der 34 Spiele wurden allesamt gewonnen. In der ersten Oberligasaison seit dem Abstieg 2004, belegten die Griesheimer den Mittelfeldplatz 10 und errangen in 34 Spielen 50 Punkte. Von nun an sollte wieder regelmäßig Oberligafußball am Hegelsberg geboten werden. Mit dem Ex-Profi Angelo Barletta, verpflichtete Griesheim einen bekannten Trainer. Spannend wurde es im Abstiegskampf der Saison 2014/15, bei dem Griesheim mit vier Punkten Differenz zum ersten Absteiger FC Ederbergland den Oberligaverbleib sichern konnte. In der zweiten Saison unter Barlettas Regie, erreichte Griesheim den gesicherten Mittelfeldplatz acht. Nach der Saison wechselte Angelo Barletta zum Hessenligakonkurrenten FC Bayern Alzenau. Vom 1. Juli 2016 an verpflichtete Griesheim als neuen Trainer Suat Türker. Nach eineinhalb durchwachsenen Jahren, wurde er im Oktober 2017 von seinen Aufgaben entbunden. Interimstrainer Peter Seitel führte die Mannschaft 2018 knapp zum Klassenerhalt. Noch am 31. Spieltag befand sich die Viktoria auf einem Abstiegsplatz, doch ein 3:2-Heimsieg gegen Buchonia Flieden am 32. Spieltag, ließ die Griesheimer um einen Punkt vor der Abstiegszone stehen. Dieser Vorsprung wurde trotz einer deftigen 1:6-Klatsche in Waldgirmes am 33. Spieltag nicht mehr hergegeben, da sie am 34. Spieltag 2:1 gegen den KSV Baunatal gewannen.
Zur Oberligasaison 2018/19 übernahm Richard Hasa den Trainerposten der ersten Mannschaft.

## Größte fußballerische Erfolge
- Hessenmeister 1981
- Teilnahme an der zweiten Hauptrunde des DFB-Pokal 1981/82
- Kreispokalsieger 2013 und 2014

## Stadion
Der SCV Griesheim trägt seine Heimspiele im Stadion Süd am Hegelsberg aus. Das Stadion verfügt über 5000 Plätze, davon rund 500 Sitzplätze auf einer kleinen Tribüne. Auf dem gleichen Sportplatz befindet sich auch noch ein Kunstrasenplatz, auf welchen ausgewichen werden kann.

## Ausbildungszentrum
Ab 1. Juli 2023 ist Viktoria Griesheim ein offizielles Ausbildungszentrum des Nachwuchsleistungszentrums des 1. FSV Mainz 05.

## Handball
Der Feldhandball-Abteilung der Männer gelang 1937 der Aufstieg in die erstklassige Handball-Gauliga Südwest. Dort wurde der nun als GfL Griesheim umbenannte Verein 1939 Vizemeister hinter der TSG 1861 Ludwigshafen.